# Dochanowo
Dochanowo – wieś w Polsce położona w województwie kujawsko-pomorskim, w powiecie żnińskim, w gminie Żnin.
Wieś klucza żnińskiego arcybiskupstwa gnieźnieńskiego, położona była w XVII wieku w powiecie kcyńskim województwa kaliskiego. W 1654 roku w posiadaniu starosty żnińskiego Andrzeja Zaleskiego. W latach 1975–1998 miejscowość administracyjnie należała do województwa bydgoskiego. Według Narodowego Spisu Powszechnego (III 2011 r.) liczyła 202 mieszkańców. Jest dwudziestą co do wielkości miejscowością gminy Żnin.